# نهائي كأس أوكرانيا 2007
نهائي كأس أوكرانيا 2007 هي المباراة النهائية من منافسة كأس أوكرانيا 2006–07 ‏، أقيمت المباراة في 28 مايو 2007، في مجمع أولمبيسكي الوطني الرياضي، بين فريقي دينامو كييف، ونادي شاختار دونيتسك، وفاز فيها دينامو كييف، بعد أن هزم نادي شاختار دونيتسك، بنتيجة 2 - 1، وحضر المباراة 64500 شخصاً.

## تفاصيل المباراة
لعبت المباراة النهائية في 28 مايو 2007.
| دينامو كييف | 2 -1 | نادي شاختار دونيتسك |
| ----------- | ---- | ------------------- |
|             |      |                     |